# Kureyon Shinchan: Arashi o Yobu: Utau Ketsudake Bakudan!
Crayon Shin-Chan: Arashi o Yobu: Utau Ketsudake Bakudan! (クレヨンしんちゃん 嵐を呼ぶ 歌うケツだけ爆弾!, Kureyon Shinchan: Arashi o Yobu: Utau Ketsudake Bakudan!) ou Shin-Chan e a Bomba Cantilena dos Rabões (título em Portugal)  é um filme japonês de anime de 2007. O filme foi lançado dia 21 de abril de 2007 nos cinemas japoneses. É o décimo-quinto filme baseado na franquia Crayon Shin-chan criada por Yoshito Usui. 

## Enredo
Para celebrar os 15 anos de trabalho do Hiroshi na empresa, os Nohara decidem passar umas merecidas férias em Okinawa.
Mas como a paz na família de Shin chan nunca é garantida, um acontecimento estranho proporciona-os uma nova e vacilante aventura: uma bomba vinda do espaço com força para destruir a Terra, agarrou-se ao rabo de Floquito.
Como se já não bastasse, duas organizações ultra secretas andam atrás da bomba e Shin-chan terá de salvar o Floquito antes que exploda.

## Elenco
| Personagem        | Japão           |
| ----------------- | --------------- |
| Shinnosuke Nohara | Akiko Yajima    |
| Hiroshi Nohara    | Keiji Fujiwara  |
| Misae Nohara      | Miki Narahashi  |
| Himawari Nohara   | Satomi Kōrogi   |
| Masao Sato        | Mie Suzuki      |
| Nene Sakurada     | Tamao Hayashi   |
| Tooru Kazama      | Mari Mashiba    |
| Boo               | Chie Satou      |
| Buriburizaemon    | Kaneto Shiozawa |
| Midori Yoshinaga  | Yumi Takada     |
| Ume Matsuzaka     | Michie Tomizawa |
| Enchiyou          | Rokurō Naya     |

## Música
O tema de encerramento chama-se Cry Baby que foi interpretado por SEAMO.

## Distribuição
O filme foi exibido pela primeira vez nos cinemas japoneses dia 21 de abril de 2007 e lançado em DVD em 23 de novembro de 2007 no Japão.
Este filme chegou em Portugal através de DVD distribuído pela LUK Internacional com dobragem portuguesa.